# Fokker C.VIIIw
De Fokker C.VIIIw was een driepersoons eenmotorige hoogdekker op watervliegtuigdrijvers van de Nederlandse vliegtuigfabrikant Fokker.
Het was eind jaren twintig ontworpen voor de Luchtvaartafdeeling (LVA) als strategische verkenner, maar bleek te log en te langzaam voor deze taak - onder meer doordat Fokker op verzoek van de LVA een grote romp had ontworpen.
Het toestel bleek voor de Nederlandse Marine Luchtvaartdienst (MLD) echter uitstekend geschikt als opleidingsvliegtuig voor waarnemers en verkenners. In die hoedanigheid werd het gevlogen door een piloot, terwijl een instructeur en een leerling zich op het waarnemen konden concentreren. Tevens is het toestel gebruikt voor experimenten met torpedolancering. Ook werd in juni 1939 in een toestel een automatische piloot type Alkan ingebouwd met als doel een op afstand vanaf de grond bestuurbaar doelvliegtuig.
De MLD bestelde in 1928 negen toestellen, die in 1940 nog alle in dienst waren. Vijf hiervan zijn nog naar Engeland ontsnapt en daar uit dienst gesteld.